# Neoplocaederus pronus
Neoplocaederus pronus är en skalbaggsart som först beskrevs av Olof Immanuel von Fåhraeus 1872.  Neoplocaederus pronus ingår i släktet Neoplocaederus och familjen långhorningar. Inga underarter finns listade i Catalogue of Life.